# 가브리엘라 기마랑이스
가브리엘라 브라가 기마랑이스(포르투갈어: Gabriela Braga Guimarães, 1994년 5월 19일 ~ )는 브라질의 배구 선수이며, 터키의 바키프방크 스포츠 클럽 소속이다. 애칭은 가비(Gabi)이다. 2020년 하계 올림픽 브라질 여자 배구팀 주전 공격수로 뛰었다.

## 수상

### 팀

#### 클럽
- 리우데자네이루 볼레이 클럽 
  - 브라질 슈퍼리그
    - 챔피언결정전
      -  우승 (5회) : 2012-13, 2013-14, 2014-15, 2015-16, 2016-17
      -  준우승 (1회) : 2017-18

- 미나스 테니스 클럽
  - 브라질 슈퍼리그
    - 챔피언결정전
      -  우승 (1회) : 2018-19

- 바키프방크 스포츠 클럽 
  - 터키 슈퍼컵
    -  준우승 (1회) : 2020

### 개인
- 2011 FIVB U18 세계 선수권 대회 - 득점상
- 2013 FIVB U20 세계 선수권 대회 - 베스트 아웃사이드 스파이커상
- 2014–15 브라질 슈퍼리그 - 득점상, 베스트 스파이커상
- 2015 남미 클럽 챔피언십 - MVP, 베스트 아웃사이드 스파이커상
- 2017 남미 클럽 챔피언십 - MVP
- 2017 FIVB 클럽 월드 챔피언십 - 베스트 아웃사이드 스파이커상
- 2018 FIVB 클럽 월드 챔피언십 - 베스트 아웃사이드 스파이커상
- 2019 남미 클럽 챔피언십 - 베스트 아웃사이드 스파이커상
- 2018–19 브라질 슈퍼리그 - 베스트 아웃사이드 스파이커상
- 2019 FIVB 네이션스 리그 - 베스트 아웃사이드 스파이커상
- 2021 FIVB 네이션스 리그 - 베스트 아웃사이드 스파이커상
- 2024 파리 올림픽 - 베스트 아웃사이드 히터상